# Zellwiller
Zellwiller je francouzská obec v departementu Bas-Rhin v regionu Grand Est. V roce 2013 zde žilo 729 obyvatel.

## Poloha obce
Sousední obce jsou: Barr, Bourgheim, Gertwiller, Kertzfeld, Saint-Pierre, Stotzheim, Valff a Westhouse.

## Vývoj počtu obyvatel
Počet obyvatel